# Gnathonemus
Rypoun (Gnathonemus) je rod ostnojazyčných ryb z čeledi rypounovitých (Mormyridae).

## Druhy
V současnosti známe 4 uznané druhy tohoto rodu:
- Rypoun vousatý (Gnathonemus barbatus) Poll 1967
- Rypoun příšerný (Gnathonemus echidnorhynchus) Pellegrin 1924
- Rypoun dlouhovousý (Gnathonemus longibarbis) (Hilgendorf 1888)
- Rypoun Petersův (Gnathonemus petersii) (Günther 1862)